# Löwensenf

Logo der eingetragenen Wort-Bild-Marke

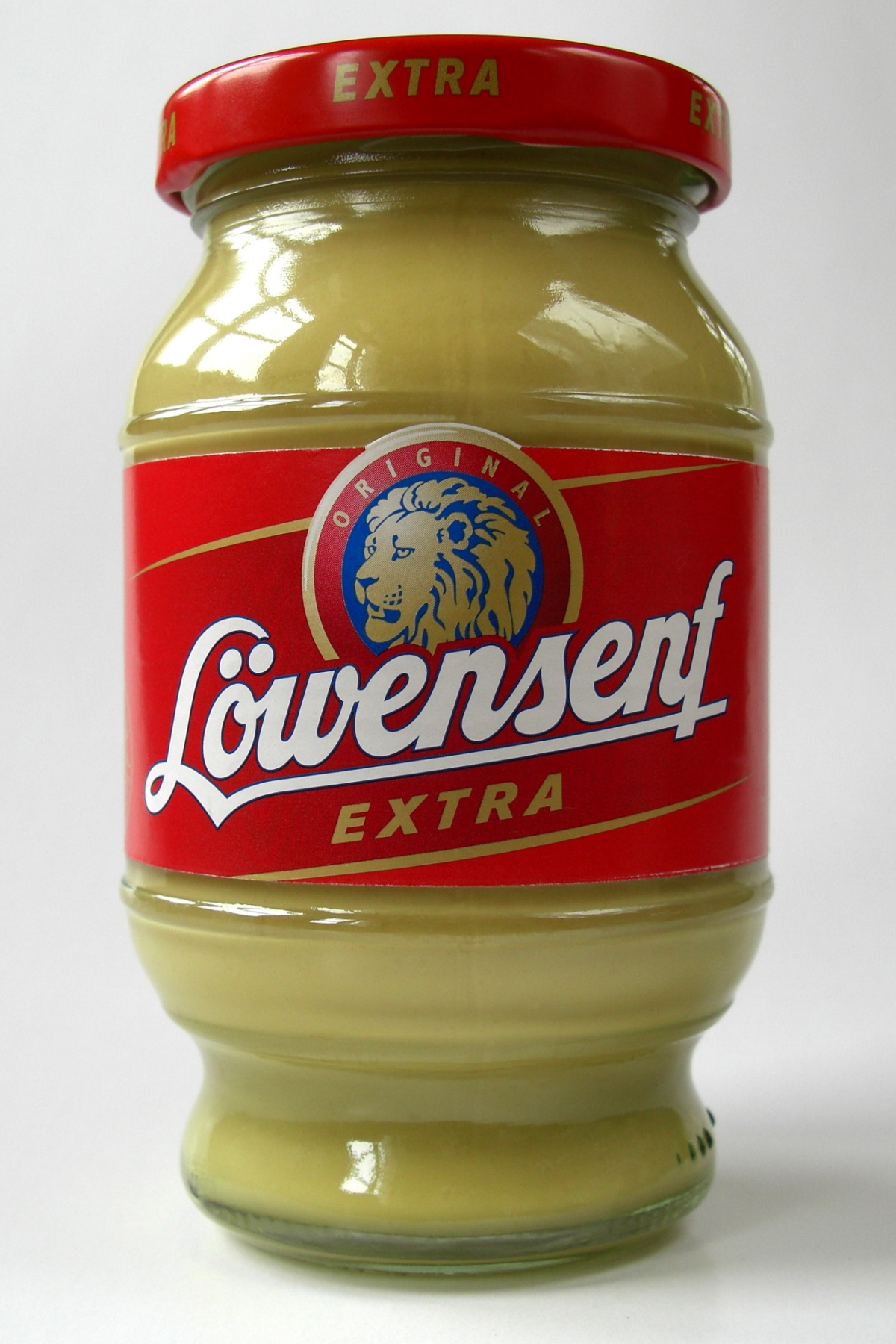
Ein Glas Löwensenf Extra (scharf)

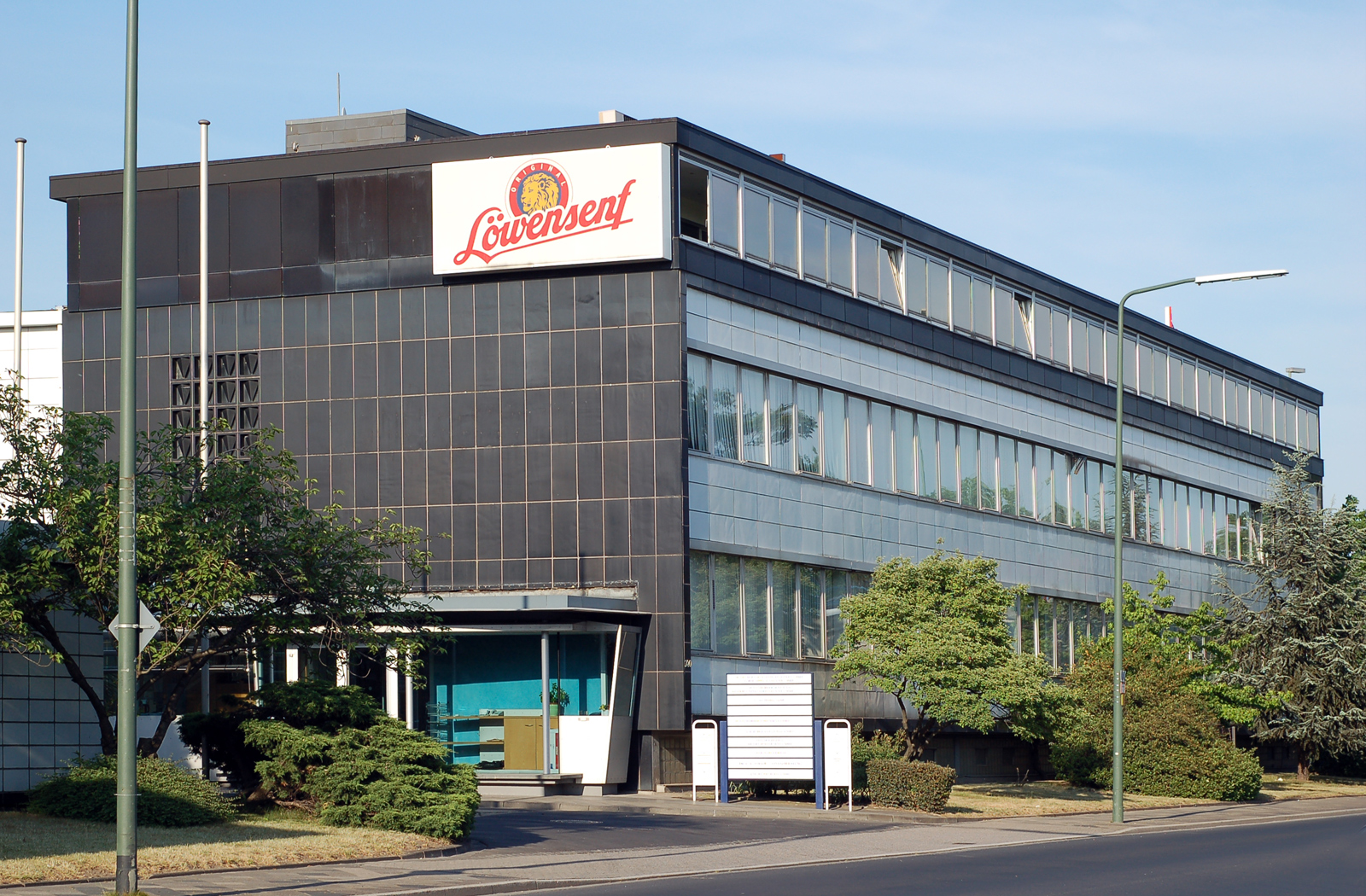
Unternehmensgebäude der Löwensenf GmbH

Die Löwensenf GmbH ist ein Lebensmittelunternehmen in Düsseldorf von Develey Senf & Feinkost.
Die Gründung des Unternehmens geht auf Otto und Frieda Frenzel zurück, die 1903 in Metz die Erste lothringische Essig- und Senffabrik gründeten. Nach dem Ersten Weltkrieg mussten die Einwohner mit deutscher Staatsbürgerschaft Lothringen verlassen und das Ehepaar Frenzel baute ein neues Werk in Düsseldorf. 1920 kam der Löwensenf Extra auf den Markt, der nach Dijon-Verfahren hergestellt wird und das bekannteste Produkt des Unternehmens ist. Der Name dieser Marke, der später auf das Unternehmen übertragen wurde, bezieht sich auf den Bergischen Löwen im Wappen Düsseldorfs. Das Unternehmen füllte als Neuerung den Senf unter Vakuum in Gläser statt in Steinguttöpfe ab.
Neben verschiedenen klassischen Senfsorten werden heute auch Spezialitäten wie Altbiersenf, Feigensenf und andere Variationen angeboten. Die Produktpalette wird ergänzt durch Senfcremes, die zum Würzen von Rouladen und Frikadellen verwendet werden.
Die Produktion des Senfes erfolgt in den Unternehmensgebäuden nahe dem Düsseldorfer Flughafen. In der Düsseldorfer Altstadt wird Löwensenf und auch Senf der Düsseldorfer Marken ABB und Radschläger in einem eigenen Laden verkauft. Dort befindet sich auch eine Ausstellung historischer Senftöpfe und weiteren Zubehörs, die als Senfmuseum bezeichnet wird.

## Geschichte
Am 1. November 1903 gründete Otto Frenzel in Metz die Erste Lothringische Essig- und Senffabrik. Als Folge des Ersten Weltkrieges erfolgte 1920 die Verlagerung der Firma unter dem Namen Neue Düsseldorfer Senfindustrie Otto Frenzel in die Mostertstadt Düsseldorf. Die Fabrik wurde auf dem Grundstück Himmelgeister Straße 127 betrieben. 1936, nach dem Tode von Otto Frenzel, führte seine Witwe Frieda Frenzel unter dem Namen Düsseldorfer Senfindustrie O. Frenzel die Fabrik weiter.
Otto und Frieda Frenzel hatten drei Söhne. Die beiden älteren starben an Lungentuberkulose. Der dritte Sohn fiel 1945 im Zweiten Weltkrieg. 1948 wurde die Produktion nach der Unterbrechung im Zweiten Weltkrieg wieder aufgenommen. Mitte der 1960er Jahre übernahm die Firma Löwensenf die beiden alten Düsseldorfer Senfhersteller ABB und Radschläger. Radschläger gehörte bis zu diesem Zeitpunkt dem Eigentümer von der Heiden.
Weil sie keine Erben hatte, brachte Frieda Frenzel ihre Unternehmensanteile schließlich in eine Stiftung ein. Seit 2001 kooperierten die Düsseldorfer Löwensenf GmbH und die Münchener Develey Senf & Feinkost GmbH. Sie hatten gegenseitig Firmenanteile erworben, der gemeinsame Vertrieb ist seitdem durch Develey erfolgt. Im Jahr 2001 ist die Düsseldorfer Löwensenf GmbH vollständig von Develey übernommen worden und fungiert seitdem als deren Tochtergesellschaft mit eigener Fertigungsstätte in Düsseldorf-Lichtenbroich. Seit 6. November 2002 besteht ein Beherrschungs- und Gewinnabführungsvertrag zu Develey Senf & Feinkost.
Zum 17. Februar 2014 wurde Düsseldorf aus dem Firmennamen gestrichen und die Firma auf Löwensenf GmbH verkürzt.
Mitte Februar 2025 wurde bekannt, dass die Produktion am Düsseldorfer Standort bis Ende 2026 aufgegeben wird. Die Produktion wird insbesondere zur Born Senf & Feinkost nach Erfurt verlagert. Von der Schließung sind 55 Mitarbeiter betroffen. Das Werk liegt an der Zufahrt zum Flughafen Düsseldorf und gehört der Flughafengesellschaft seit 2015. Der bis Ende 2026 laufende Pachtvertrag wird nicht verlängert. Mit der Aufgabe der Produktion in Düsseldorf verlieren die Löwensenf GmbH, ABB-Senf und Radschläger auch das Recht,
geschützte geographische Angaben G.g.A. nach EU-Recht machen zu dürfen.